# Надержинщинська сільська рада
Надержинщинська сільська рада — колишній орган місцевого самоврядування у Полтавському районі Полтавської області з центром у селі Надержинщина.

## Населені пункти
Сільраді були підпорядковані населені пункти:
- c. Надержинщина
- с. Божківське
- с. Забаряни
- с. Кованьківка
- с. Шили